# Campeonato salvadoreño 1982
El Campeonato salvadoreño 1982 fue la trigésimo segunda edición de la Primera División de El Salvador. El campeón fue el Atlético Marte, consiguiendo su séptimo título.

## Formato de competición

### Fase regular
Los doce clubes disputan el campeonato bajo un sistema de todos contra todos, a tres vueltas. La ubicación en la tablas, está sujeta a las siguientes condiciones:
- Por juego ganado se obtendrán dos puntos.
- Por juego empatado se obtendrá un punto.
- Por juego perdido no se otorgan puntos.

El orden de los clubes al final de la fase corresponderá a la suma de los puntos obtenidos por cada uno de ellos.
El descenso a Segunda División corresponde al equipo que acumule la menor cantidad de puntos, y que por ende finalice en el último lugar de la clasificación. Si al finalizar las 33 jornadas, dos o más clubes estuviesen empatados en puntos, su posición en la tabla será determinada atendiendo a los siguientes criterios de desempate:
1. Mejor diferencia entre los goles anotados y recibidos.
2. Mayor número de goles anotados.

### Fase final
Consiste en una eliminación directa a dos partidos entre los cuatro clubes mejor clasificados del torneo regular de la forma:
- Primer lugar vs. Cuarto Lugar.
- Segundo lugar vs. Tercer lugar.

Clasifican los ganadores de cada serie a la final, que se realiza a dos partidos en campo neutral - siendo el Estadio Cuscatlán -. Las semifinales y final se definen por el resultado global y en caso de empate global, se jugará un tercer partido y si persiste el resultado, se definirá por tiros desde el punto penal.

## Ascensos y descensos
| Ascendido de la Segunda División 1981 |
| ------------------------------------- |
| Agave                                 |

| Descendido en el Campeonato salvadoreño 1981 |
| -------------------------------------------- |
| No hubo                                      |

## Equipos participantes
| Club             | Ciudad            | Departamento |
| ---------------- | ----------------- | ------------ |
| Agave            | Moncagua          | San Miguel   |
| Águila           | San Miguel        | San Miguel   |
| Alianza          | San Salvador      | San Salvador |
| Atlético Marte   | San Salvador      | San Salvador |
| Chalatenango     | Chalatenango      | Chalatenango |
| FAS              | Santa Ana         | Santa Ana    |
| Independiente    | San Vicente       | San Vicente  |
| Luis Ángel Firpo | Usulután          | Usulután     |
| Once Lobos       | Chalchuapa        | Chalchuapa   |
| Santiagueño      | Santiago de María | Usulután     |
| Universidad      | San Salvador      | San Salvador |

## Fase regular
| Pos. | Equipo           | Pts. | PJ | G  | E  | P  | GF | GC | Dif. | Clasificación                      |
| ---- | ---------------- | ---- | -- | -- | -- | -- | -- | -- | ---- | ---------------------------------- |
| 1    | Independiente    | 42   | 30 | 15 | 12 | 3  | 55 | 22 | +33  | Fase final y Copa Fraternidad 1983 |
| 2    | Atlético Marte   | 38   | 30 | 14 | 10 | 6  | 38 | 26 | +12  | Fase final y Copa Fraternidad 1983 |
| 3    | Once Lobos       | 36   | 30 | 12 | 12 | 6  | 39 | 30 | +9   | Fase final y Copa Fraternidad 1983 |
| 4    | Águila           | 36   | 30 | 13 | 13 | 4  | 41 | 22 | +19  | Fase final y Copa Fraternidad 1983 |
| 5    | FAS              | 32   | 30 | 12 | 8  | 10 | 43 | 37 | +6   |                                    |
| 6    | Alianza          | 27   | 30 | 10 | 7  | 13 | 30 | 36 | −6   |                                    |
| 7    | Universidad      | 24   | 30 | 8  | 8  | 14 | 30 | 43 | −13  |                                    |
| 8    | Agave            | 23   | 30 | 4  | 15 | 11 | 30 | 43 | −13  | Retiro                             |
| 9    | Chalatenango     | 22   | 30 | 6  | 10 | 14 | 33 | 54 | −21  |                                    |
| 10   | Luis Ángel Firpo | 21   | 30 | 7  | 12 | 11 | 38 | 42 | −4   |                                    |
| 11   | Santiagueño      | 21   | 30 | 6  | 9  | 15 | 28 | 50 | −22  | Descenso de categoría              |

 Fuente: RSSSF
Nota: CD Águila y Luis Ángel Firpo aceptaron una reducción de puntos para no descender después de la temporada 1981.

## Fase final
|  | Semifinales    | Semifinales    | Semifinales   | Semifinales | Semifinales |   |                | Final          | Final | Final | Final | Final |
|  |                |                |               |             |             |   |                |                |       |       |       |       |
|  | Atlético Marte | Atlético Marte | 2             | 1           | 3           |   |                |                |       |       |       |       |
|  | Once Lobos     | Once Lobos     | 0             | 1           | 1           |   |                |                |       |       |       |       |
|  |                |                |               |             |             |   | Atlético Marte | Atlético Marte | 1     | 2     | 3     |       |
|  |                | Independiente  | Independiente | 0           | 0           | 0 |                |                |       |       |       |       |
|  | Independiente  | Independiente  | 4             | 2           | 6           |   |                |                |       |       |       |       |
|  | Águila         | Águila         | 0             | 2           | 2           |   |                |                |       |       |       |       |

### Final
| 19 de diciembre de 1982 | Atlético Marte | 1:0 | Independiente | Estadio Cuscatlán, San Salvador |  |
|                         | Infantozzi ?'  |     |               |                                 |  |

| 26 de diciembre de 1982 | Independiente | 0:2 | Atlético Marte           | Estadio Cuscatlán, San Salvador |  |
|                         |               |     | Huezo ?' · Infantozzi ?' |                                 |  |

| Campeón                  |
| Atlético Marte 7° Título |